# Staelia thymbroides
Staelia thymbroides là một loài thực vật có hoa trong họ Thiến thảo. Loài này được (Mart. ex Mart. & Zucc.) K.Schum. miêu tả khoa học đầu tiên năm 1888.